# Daniel Bargiełowski

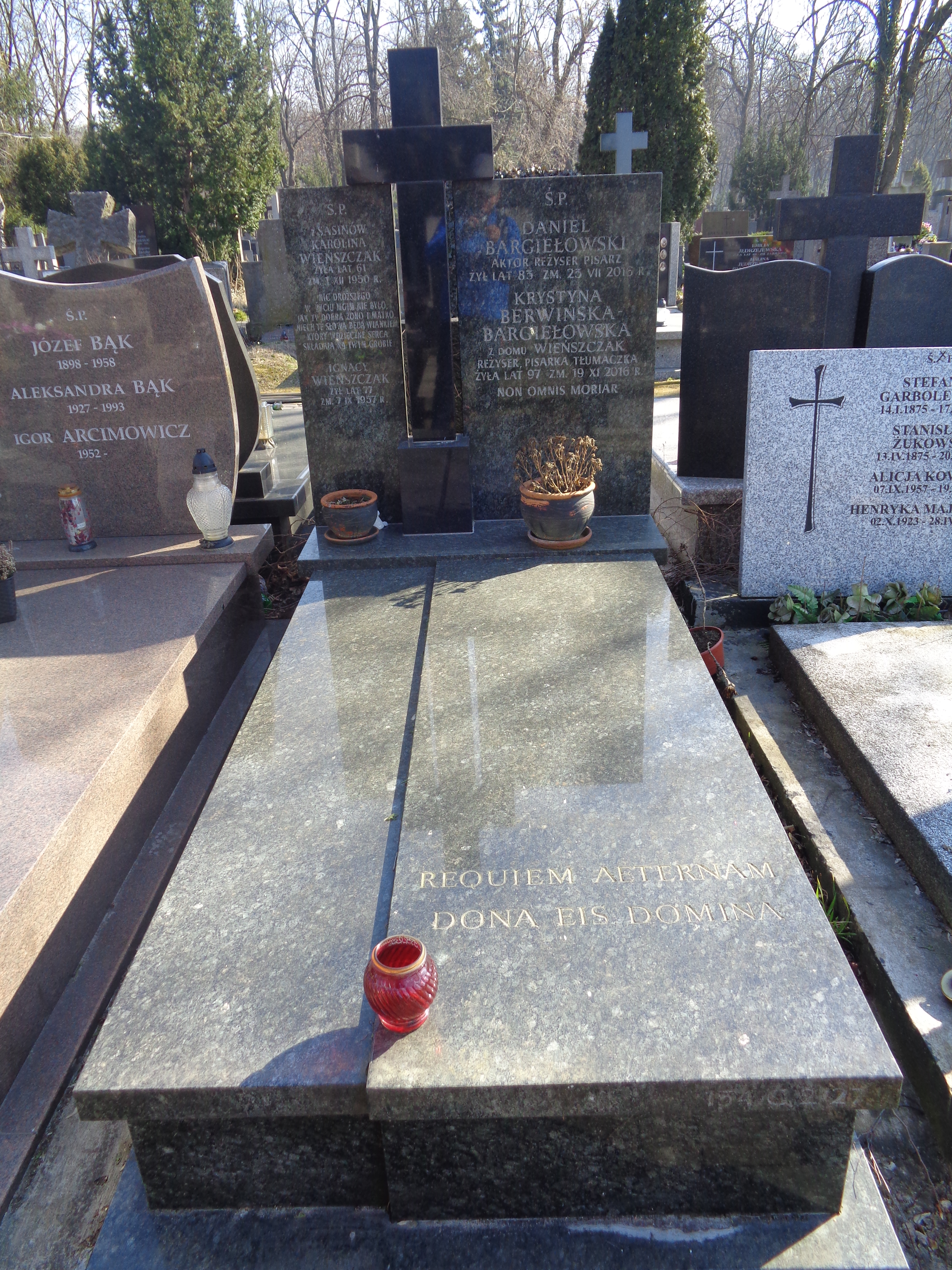
Nagrobek Daniela Bargiełowskiego na Cmentarzu Powązkowskim

Daniel Bargiełowski (ur. 18 listopada 1932 w Starachowicach, zm. 23 lipca 2016) – polski aktor i reżyser, także pisarz. Brat aktora Marka Bargiełowskiego.

## Życiorys
Absolwent Wydziału Aktorskiego PWST w Warszawie (1957). Był aktorem teatrów warszawskich – Teatru Narodowego (1957–1960) i Teatru Ziemi Mazowieckiej (1960–1962). Jako reżyser także współpracował z Teatrem Ziemi Mazowieckiej oraz z wieloma innymi teatrami – Bałtyckim Teatrem Dramatycznym im. Juliusza Słowackiego w Koszalinie (1976, 1978), Teatrem Dramatycznym w Gdyni (1981), Teatrem Powszechnym w Łodzi (1982, 1984, 1986, 1988), Teatrem im. Wojciecha Bogusławskiego w Kaliszu (1986), Teatrem Polskim w Szczecinie (1988), jak również z Teatrem POSK w Londynie (1989).
Opublikował powieści Tropem krętym, fałszywym (1976), Szczerze, bez obciachu (1979), Relikwiarz z pleksiglasu (1983) Jak topór drwala (1986) oraz biografie Konterfekt renegata (1996 – o Zygmuncie Berlingu) i Po trzykroć pierwszy. Michał Tokarzewski-Karaszewicz - generał broni, teozof, wolnomularz, kapłan Kościoła liberalnokatolickiego (trzy tomy, wyd. 2000–2002).
Został pochowany na cmentarzu Powązkowskim w Warszawie (kwatera 154c-2-27).

## Spektakle teatralne

### Role
- 1957 – Jak wam się podoba jako Książę Fryderyk; Jakub (reż. Władysław Krasnowiecki)
- 1958 – Wyzwolenie jako Syn; Maska (reż. Wilam Horzyca)
- 1958 – Henryk VI na łowach jako Żołnierz I (reż. Jerzy Rakowiecki)
- 1958 – Książę Homburg jako Rotmistrz Stranz (reż. W. Horzyca)
- 1959 – Szkoła żon jako Horacy (reż. Jerzy Strachocki)
- 1959 – Wieczór z okazji 150 urodzin jako Aleksander Michajłowicz Głow (reż. Stanisław Bieliński)
- 1959 – Maria Tudor jako Lord Chandos (reż. W. Krasnowiecki)
- 1959 – Gracze jako Aleksander Michajłowicz (reż. S. Bieliński)
- 1960 – Fantazy jako Lokaj Idalii (reż. Henryk Szletyński)
- 1960 – Wieczór Trzech Króli jako Strażnik (reż. Józef Wyszomirski)
- 1960 – Cymbelin jako Filario (reż. Krystyna Berwińska)
- 1961 – Świętoszek jako Damis (reż. Wanda Laskowska)
- 1986 – Garaż jako Reżyser (reż. D. Bargiełowski)

#### Teatr Telewizji
- 1959 – Gracze (reż. S. Bieliński)

### Inscenizacje
- 1974 – Szara aureola – reżyseria i scenariusz
- 1976 – Zapomnieć o Herostratesie – reżyseria i inscenizacja
- 1976 – Alfa Beta – reżyseria
- 1978, 1984 – Zwodnica – reżyseria
- 1981 – Zapomnieć o Herostratesie – reżyseria
- 1982 – Szewcy – reżyseria
- 1986 – Angelo, tyran Padwy – reżyseria
- 1986 – Garaż – reżyseria i opracowanie dramaturgiczne
- 1988 – Złodziej – reżyseria
- 1988 – Sen nocy letniej – reżyseria i inscenizacja
- 1989 – Wigilia generała – reżyseria

#### Teatr Telewizji
- 1967 – Daleka droga – reżyseria
- 1969 – Reduta '39 – reżyseria i adaptacja
- 1970 – Ocaleć w ogniach – reżyseria i scenariusz
- 1971 – Paweł-Pawłuszka – reżyseria
- 1971 – Z polskim diabłem – reżyseria i scenariusz
- 1972 – Otworzyć serce – reżyseria i scenariusz
- 1972 – Przeklęte podwórze – reżyseria
- 1973 – Księżyc w nowiu – reżyseria
- 1973 – Erotyki – reżyseria
- 1973 – Zieleń (wybór poezji Juliana Tuwima) – reżyseria
- 1973 – Ballady wojenne – reżyseria
- 1974 – Lipcowe tarapaty – reżyseria
- 1974 – Przejazdem – reżyseria
- 1978 – O wpół do jedenastej wieczorem latem – reżyseria i scenariusz
- 1979 – Okrucieństwo – reżyseria i adaptacja

## Filmografia
- 1966 – Małżeństwo z rozsądku – współpraca reżyserska
- 1968 – Gra jako Stefan, kolega z pracowni
- 1969 – Pani Miecia – reżyseria, scenariusz
- 1971 – Zmyślone (film krótkometrażowy) – reżyseria, scenariusz